# Schulmädchen-Report
Schulmädchen-Report – tytuł opublikowanej w 1970 r. książki Günthera Hunolda zawierającej wywiady z 12 dziewczętami i kobietami w wieku 14-20 lat na temat ich doświadczeń seksualnych. Jeszcze w tym samym roku do kin niemieckich weszła adaptacja filmowa tej książki. Producentem filmu o tym samym tytule był Wolf C. Hartwig. Film okazał się tak wielkim sukcesem, że do 1980 r. powstało 12 odcinków. Ich widownia szacowana na łącznie 100 mln widzów przysporzyła serii Schulmädchen-Report miana największej niemieckiej produkcji kinowej. Pierwsza część, którą obejrzało ponad 6 milionów osób znajduje się wśród pięciu filmów niemieckich z największą liczbą widzów.

## Książka
Książka pt. Schulmädchen-Report pojawiła się w Niemczech na fali innych „raportów” takich jak Raport Kinseya czy Maters/Johnson, które w Niemczech wzbudziły ogromne zainteresowanie. Książka ta stanowi również największy sukces autora Günthera Hunolda, który w swoim dorobku ma wiele innych pozycji. Napisał on m.in. kilka książek do serii „Człowiek i jego seksualność” wydawnictwa Heyne-Verlag. Autor w przedmowie książki stwierdza, że jego intencją było przedstawienie prawdziwych seksualnych zachowań „nowoczesnych, młodych dziewcząt” obecnych czasów. W tym celu – jak sam twierdzi – przeprowadził w 1969 r. wywiady z 36 uczennicami w wieku 14-20 lat ze szkół średnich w Monachium. Kryteria, według których dobierał swoje rozmówczynie nie są podane. Wydaje się jednak, że nie dążył on do reprezentatywnego wyboru. Ankietowanym dziewczętom zaprezentowano 157 pytań pogrupowanych w tematy: portret własny, środowisko, nauczyciele, marzenia, masturbacja, defloracja, życie płciowe, środki antykoncepcyjne, homoseksualność i inne. W książce opisanych zostało 12 najciekawszych wywiadów. Hunold zawsze podkreślał, że chodzi o konkretne przypadki, które nie przedstawiają zachowań ogółu uczennic.
Książka dzięki ogromnemu sukcesowi ekranizacji filmowej jeszcze w tym samym roku stała się niezwykle popularna. Spotkała się też z wielowątkową krytyką. Zaczynała się ona od samego tytułu, który zawiera słowo Schulmädchen, czyli dziewczęta ze szkół, zamiast neutralnego Schülerin – uczennica. W wątpliwość podawana była również naukowa intencja i wiarygodność autora i jego dzieła. Zapewne nie całkiem bezpodstawnie, gdyż książka ta wpisywała się w duże zapotrzebowanie na literaturę uświadamiającą kwestie seksualne, ale również rozrywkową. Intencji uświadamiających nie można jednak autorowi odmówić. Hunold nie wierzył w sukces ekranizacji swojej książki. Zamiast udziału procentowego od zysków otrzymał z góry stałą sumę.

## Filmy
Producent filmowy Wolf C. Hartwig zapłacił Hunoldowi – jak sam twierdzi w jednym z wywiadów w roku 2000 – 30 tys. marek w zamian za prawa autorskie. Adaptację tej książki sam określa „biznesem swojego życia”. Film powstał w kilkanaście dni za kwotę 220 tys. marek. 23 października 1970 r. trafił do zachodnioniemieckich kin. Ponad sześć milionów widzów stanowiło tak duży sukces, że producent niezwłocznie zdecydował się na kontynuację. Do 1980 roku powstało łącznie 13 odcinków. Co prawda kolejne filmy nie miały już tak licznej widowni jak część pierwsza, ale nawet ostatni odcinek trzynasty zachęcił 1,2 mln widzów do pójścia do kina. Seria otrzymała trzy nagrody Złotego Ekranu za najbardziej popularne filmy. Na całym świecie obejrzało ją ponad 100 mln widzów. Filmy powstały w studiu filmowym Rapid Film GmbH. Dystrybucją zajął się Constantin Film GmbH. Reżyserami byli Ernst Hofbauer (odcinki 1-8 i 11) oraz Walter Boos (odcinki 9-10 i 12-13). Muzykę skomponował Gert Wilden. Granica wiekowa ustalona została na 18 lat, jedynie ostatni odcinek dozwolony był od lat 16. Filmy nagrywano bez dźwięku, który został później dołączony.
Ogromny sukces serii tłumaczy się faktem, że seksualność w owych czasach stanowiła rodzaj „terra incognita”. Istniała wówczas ogromna ciekawość seksualnych detali, które w społeczeństwie XXI wieku są powszechne. Pojawienie się pierwszej części Schulmädchen-Report wywołało falę podobnych filmów opartych na konwencji raportu fabularyzowanego. Przykładami są Hausfrauen-Report, Lehrmädchen-Report, Tanzstunden-Report i inne. Kiedy w 1975 r. pornografia stała się w Niemczech legalna i pojawiło się wiele pornokin fala ta zaczęła słabnąć. Jeszcze do 1980 r. powstawały kolejne odcinki Schulmädchen-Report, jednak dalsze kontynuowanie serii wydało się producentowi bezsensowne i nieopłacalne.
Do filmu angażowano zawsze młode, nieznane dziewczyny, które odgrywały tytułową rolę uczennic. Nie były to jak głosił plakat reklamowy „dziewczęta ze szkół średnich i gimnazjów oraz ich przyjaciele”, lecz głównie sprzedawczynie z supermarketów w wieku od 16 do 19 lat. Przyznał to sam Hartwig, który oferował im dzienną gażę w wysokości 500 marek przy średnich miesięcznych zarobkach w supermarkecie 600 do 800 marek. Wraz z rosnącą liczbą odcinków rosła również wysokość gaży. Hartwig twierdził, że potem oferował już 1000 marek zamiast 500.
Tylko niektórzy odtwórcy ról, jak Ingrid Steeger czy Rinaldo Talamonti, mieli doświadczenie w pracy w filmie. Każdy kolejny odcinek wymagał jednak nowych twarzy, z czasem jednak coraz trudniej było zaangażować wystarczającą liczbę młodych kobiet. Dlatego w późniejszych częściach występują również starsze wiekiem kobiety. Oprócz wspomnianej Ingrid Steeger występowały w Schulmädchen-Report osoby, które z czasem stały się popularne. Byli to np. Friedrich von Thun, który w pierwszych trzech częściach odgrywał rolę ankietera ulicznego, Lisa Fitz, Sascha Hehn, Cleo Kretschmer, Andrea L’Arronge, Heiner Lauterbach, Jutta Speidel, Katja Bienert oraz Annemarie Wendl.
Trwające ok. 90 minut filmy miały strukturę epizodyczną. Składały się na nią poszczególne epizody połączone fabułą ramową. Okazją do opowiedzenia danej historii mogło być np. zebranie rady rodziców, rozprawa sądowa lub rozmowa grupy koleżanek. Pomysły na poszczególne epizody producent czerpał z artykułów prasowych lub z podsłuchanych rozmów uczennic w tramwaju. Niektóre podstawowe typy scen były wielokrotnie powtarzane. Często wykorzystywanymi motywami były sceny typu: uczennica i dużo starszy mężczyzna (ponad 35 lat), młody chłopak i młoda dziewczyna, „pierwszy raz”, stosunki kazirodcze z ojcem, ojczymem, bratem lub dziadkiem, gwałt. Sceny te opatrzone są komentarzami o charakterze „naukowym” (Annette Miersch) wypowiadanymi zza kadru lub przez pojawiających się w filmach psychologów, lekarzy lub duchownych. Jak twierdził producent filmu komentarze te miały nadać filmowi z jednej strony „pewnego wymiaru” z drugiej miały złagodzić drastyczność scen i w ten sposób obniżyć ryzyko cenzury.

## Krytyka
Krytyka filmów z serii Schulmädchen-Report w pierwszej kolejności dotyczyła owych komentarzy, które obłudnie sugerowały naukowe podstawy i twierdziły, że ukazywane sceny są typowe i charakterystyczne. W rzeczywistości jednak filmy ukazywały spaczony obraz dziewcząt, które gdy tylko skończą 12 lat stają się podniecającymi kokietkami, które owładnięte są żądzą seksualnych przygód. „Filmy te pokrywa śliska warstwa żenującej obłudy” twierdziła Anette Miersch. Również Katolicka Agencja Filmowa (Katholischer Filmdienst) w 1971 r. negatywnie oceniła film: „Jest to utrzymany w stylu udawanej autentyczności film składający się z epizodów i wywiadów na temat seksualnych praktyk i przeżyć dziewcząt pomiędzy 14 a 20 rokiem życia. Nie jest to żadna naukowa eksploracja, a jedynie zmanipulowana propaganda wolnej miłości, w której miesza się wyimaginowana drastyczność scen z ukrytym atakiem na chrześcijańską moralność. – Odradzamy.”
Zarzuty te odpierał producent Wolf C. Hartwig odpowiadając w roku 2000 na pytanie co jego filmy miały wspólnego z ówczesną rzeczywistością: „Twierdzę, że wszystko co pokazałem, miało miejsce w codziennym życiu, wszystko.” Z kolei Miersch wyciągnęła wniosek: „Socjoseksualna otoczka rzeczywistości należy postrzegać jako projekcję męskiej fantazji miejsko-patriarchalnej.”
Jürgen Kniep przeanalizował w 2010 roku w swojej książce „Tylko dla widzów dorosłych” niektóre ocenzurowane sceny. Stwierdził on, że właśnie ich usunięcie w dużym stopniu wpłynęło na charakter filmów: „Dopiero poprzez cenzurę Schulmädchen-Report namiętnie dysząca kobieta awansowała do wizualnego symbolu seksu.”

## Filmografia
- 1970 Schulmädchen-Report: Was Eltern nicht für möglich halten
- 1971 Der neue Schulmädchen-Report. 2. Teil: Was Eltern den Schlaf raubt
- 1971 Schulmädchen-Report. 3. Teil: Was Eltern nicht mal ahnen
- 1972 Schulmädchen-Report. 4. Teil: Was Eltern oft verzweifeln läßt
- 1973 Schulmädchen-Report. 5. Teil: Was Eltern wirklich wissen sollten
- 1973 Schulmädchen-Report. 6. Teil: Was Eltern gern vertuschen möchten
- 1974 Schulmädchen-Report. 7. Teil: Doch das Herz muß dabei sein
- 1974 Schulmädchen-Report. 8. Teil: Was Eltern nie erfahren dürfen
- 1975 Schulmädchen-Report. 9. Teil: Reifeprüfung vor dem Abitur
- 1976 Schulmädchen-Report. 10. Teil: Irgendwann fängt jede an
- 1977 Schulmädchen-Report. 11. Teil: Probieren geht über Studieren
- 1978 Schulmädchen-Report. 12. Teil: Junge Mädchen brauchen Liebe (tytuł alternatywny: Schulmädchen-Report. 12. Teil: Wenn das die Mammi wüßte)
- 1980 Schulmädchen-Report. 13. Teil: Vergiß beim Sex die Liebe nicht